# Dikarya
Dikarya is een omvangrijke groep van hogere schimmels bestaande uit de zustergroepen Ascomycota en Basidiomycota. Ze hebben beide de unieke dikaryon-toestand ergens in hun levenscyclus. Dit wil zeggen dat ergens in de levenscyclus in de cellen twee kernen voorkomen die synchroon delen. Beide zustergroepen hebben verschillende kenmerken gemeen. De grootste gelijkenissen en verschillen zijn in de volgende tabellen samengevat:
| Gelijkenissen |
| --- |
| smalle regelmatig gesepteerde hyfen die een pore hebben ten behoeve van transport van cytoplasma en organellen |
| stevige chitine celwanden, waardoor ze een bredere ecologische spreiding hebben: biedt bescherming tegen droogte (in tegenstelling met de zygomyceten die wel op het land leven, maar de hyfen zijn wijd, dunwandig en coenocytisch) |
| verteren cellulose en chitine |
| produceren vruchtlichamen of carpoforen |
| bezitten beide een unieke toestand van de celkern: paarsgewijs voorkomen van twee kernen (dikaryon) + synchrone deling. Ook kunnen vegetatieve hyfen met elkaar fuseren en kernen uitwisselen.                                       |
| wanneer de zwam saprofytisch of parasitair is, is hij dikwijls gebonden aan één substraat |
| lichenen of korstmossen komen voor |

| Verschillen | Verschillen |
| --- | --- |
| Ascomyceten | Basidiomyceten |
| meiosporokyste wordt in ascus gevormd: kleine cilinders of zakjes met meestal acht haploïde kernen of nuclei; de sporen worden, na rijping, alle tezamen weggeschoten | meiosporokyste komt voor op top basidium (op sterigmata): steeltjes met meestal vier haploide kernen of nuclei; de sporen worden, na rijping, individueel weggeschoten           |
| bij ascomyceten wordt de porie aan beide zijden afgesloten door een Woronin-lichaam                                                                                   | bij basidiomyceten (holo- en fragmobasidiomyceten) komt een dolipore voor: aan beide zijden van de opening tussen cellen komt een structuur van membranen (het parentosoom) voor |

## Fylogenie
In 2007 werd een fylogenetische indeling van het rijk der schimmels samengesteld. Deze classificatie was het resultaat van een consensus tussen verschillende mycologen en andere wetenschappers die zich bezighielden met schimmeltaxonomie. In de classificatie worden zeven subgroepen binnen het schimmelrijk erkend, waarvan er twee – de Ascomycota en de Basidiomycota – één tak vormen, de Dikarya. Onderstaand cladogram toont de belangrijkste schimmeltaxa en hun positie binnen de supergroep Unikonta. De lengtes van de takken in deze boom zijn niet evenredig aan de evolutionaire afstanden.
|  | Animalia |
|  |          |
|  |          |
|  |          |

|  | Chytridiomycota       |
|  |                       |
|  | Neocallimastigomycota |
|  |                       |

|  | Ascomycota    |
|  |               |
|  | Basidiomycota |
|  |               |

|  | Chytridiomycota       |
|  |                       |
|  | Neocallimastigomycota |
|  |                       |

|  | Ascomycota    |
|  |               |
|  | Basidiomycota |
|  |               |

|  | Chytridiomycota       |
|  |                       |
|  | Neocallimastigomycota |
|  |                       |

|  | Ascomycota    |
|  |               |
|  | Basidiomycota |
|  |               |

|  | Chytridiomycota       |
|  |                       |
|  | Neocallimastigomycota |
|  |                       |

|  | Ascomycota    |
|  |               |
|  | Basidiomycota |
|  |               |

|  | Animalia |
|  |          |
|  |          |
|  |          |

|  | Chytridiomycota       |
|  |                       |
|  | Neocallimastigomycota |
|  |                       |

|  | Ascomycota    |
|  |               |
|  | Basidiomycota |
|  |               |

|  | Chytridiomycota       |
|  |                       |
|  | Neocallimastigomycota |
|  |                       |

|  | Ascomycota    |
|  |               |
|  | Basidiomycota |
|  |               |

|  | Chytridiomycota       |
|  |                       |
|  | Neocallimastigomycota |
|  |                       |

|  | Ascomycota    |
|  |               |
|  | Basidiomycota |
|  |               |

|  | Chytridiomycota       |
|  |                       |
|  | Neocallimastigomycota |
|  |                       |

|  | Ascomycota    |
|  |               |
|  | Basidiomycota |
|  |               |

|  | Animalia |
|  |          |
|  |          |
|  |          |

|  | Chytridiomycota       |
|  |                       |
|  | Neocallimastigomycota |
|  |                       |

|  | Ascomycota    |
|  |               |
|  | Basidiomycota |
|  |               |

|  | Chytridiomycota       |
|  |                       |
|  | Neocallimastigomycota |
|  |                       |

|  | Ascomycota    |
|  |               |
|  | Basidiomycota |
|  |               |

|  | Chytridiomycota       |
|  |                       |
|  | Neocallimastigomycota |
|  |                       |

|  | Ascomycota    |
|  |               |
|  | Basidiomycota |
|  |               |

|  | Chytridiomycota       |
|  |                       |
|  | Neocallimastigomycota |
|  |                       |

|  | Ascomycota    |
|  |               |
|  | Basidiomycota |
|  |               |

|  | Animalia |
|  |          |
|  |          |
|  |          |

|  | Chytridiomycota       |
|  |                       |
|  | Neocallimastigomycota |
|  |                       |

|  | Ascomycota    |
|  |               |
|  | Basidiomycota |
|  |               |

|  | Chytridiomycota       |
|  |                       |
|  | Neocallimastigomycota |
|  |                       |

|  | Ascomycota    |
|  |               |
|  | Basidiomycota |
|  |               |

|  | Chytridiomycota       |
|  |                       |
|  | Neocallimastigomycota |
|  |                       |

|  | Ascomycota    |
|  |               |
|  | Basidiomycota |
|  |               |

|  | Chytridiomycota       |
|  |                       |
|  | Neocallimastigomycota |
|  |                       |

|  | Ascomycota    |
|  |               |
|  | Basidiomycota |
|  |               |